# Castelo de Cairnbulg

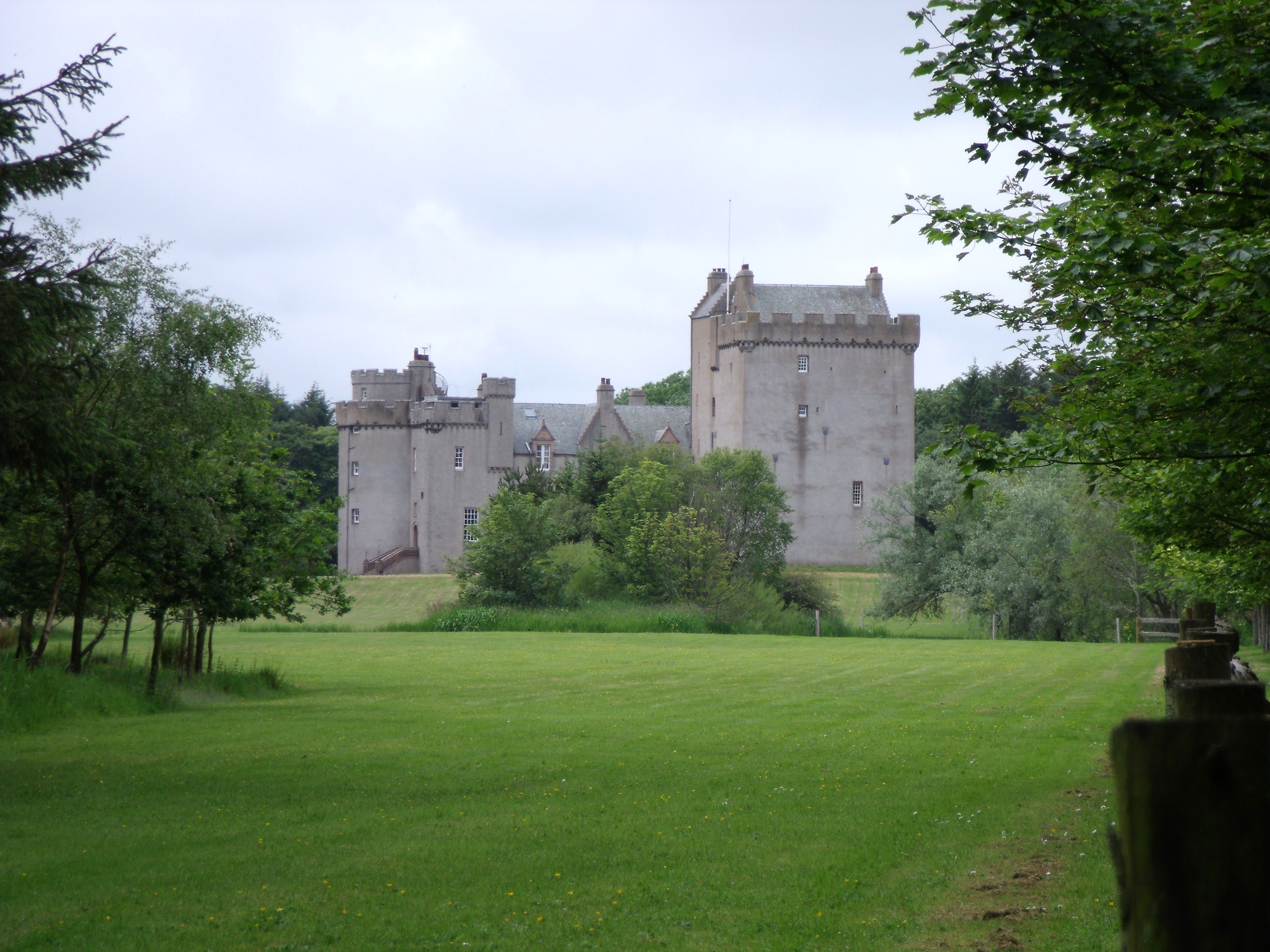
Castelo de Cairnbulg

O Castelo de Cairnbulg (em língua inglesa Cairnbulg Castle) é um castelo localizado em Inverallochy and Cairnbulg, Aberdeenshire, Escócia.
O castelo foi protegido na categoria "A" do "listed building", em 16 de abril de 1971.